# 海が泣いている
『海が泣いている』（うみがないている）は、1978年に発表された太田裕美の9枚目のアルバム。1991年にCD化された。

## 解説
- シングルとして、収録曲の「振り向けばイエスタディ」が同時発売されている。
- デビュー以来続いていた、松本隆・筒美京平とのゴールデントリオが、このアルバムでいったん幕を下ろした。
- それまでの「ご褒美」的な意味合いで、ロサンゼルスで録音された[1]。
- 全曲に英語タイトルが付けられている。
- オリコンチャート13位

## 収録曲
- 全曲、作詩：松本隆、作曲：筒美京平

1. スカーレットの毛布　YOU AND ME
  - 編曲：萩田光雄
2. 振り向けばイエスタディ　GOOD-BYE YESTERDAY
  - 編曲：JIMMY HASKELL
  - 13枚目のシングルとして当アルバムと同日発売。
3. 茉莉の結婚　MARRY'S MARRIAGE
  - 編曲：萩田光雄
4. Nenne　NENNE
  - 編曲：萩田光雄
5. 街の雪　SILENT CITY
  - 編曲：JIMMY HASKELL
6. 海が泣いている　PLATONIC
  - 編曲：萩田光雄
  - タイトルチューン。13枚目のシングル『振り向けばイエスタディ』B面にも収録。
7. ナイーブ　NAIVE
  - 編曲：BEN BENAY
8. 水鏡　REFLECTION
  - 編曲：BEN BENAY
9. 女優（ヒロイン） HEROINE
  - 編曲：BEN BENAY
10. ∞（アンリミテッド） ∞ (UNLIMITED)
  - 編曲：萩田光雄